# Balanoforàcies
Balanophoraceae és una família de plantes tropicals i subtropicals que són plantes paràsites obligades. La família consta de 17 gèneres en unes 50 espècies. Es troben en els boscos humits de l'interior creixent sobre les rels de les plantes i amb una inflorescència que emergeix des del sòl, la qual sembla un fong, compost de moltes petites flors. Les espècies són monoiques, o dioiques i els fruits són drupes indehiscents o núcules. No té un sistema radicular pròpiament dit. No contenen clorofil·la.
Balanophora prové del grec i significa que porta una gla (per la forma de la inflorescència femenina).

## Gèneres
- Balanophora
- Chlamydophytum
- Corynaea
- Dactylanthus
- Ditepalanthus
- Exorhopala
- Hachettea
- Helosis
- Langsdorffia
- Lophophytum Schott & Endl.
- Mystropetalon
- Ombrophytum Poepp. ex Endl.
- Rhopalocnemis
- Sarcophyte
- Scybalium
- Thonningia

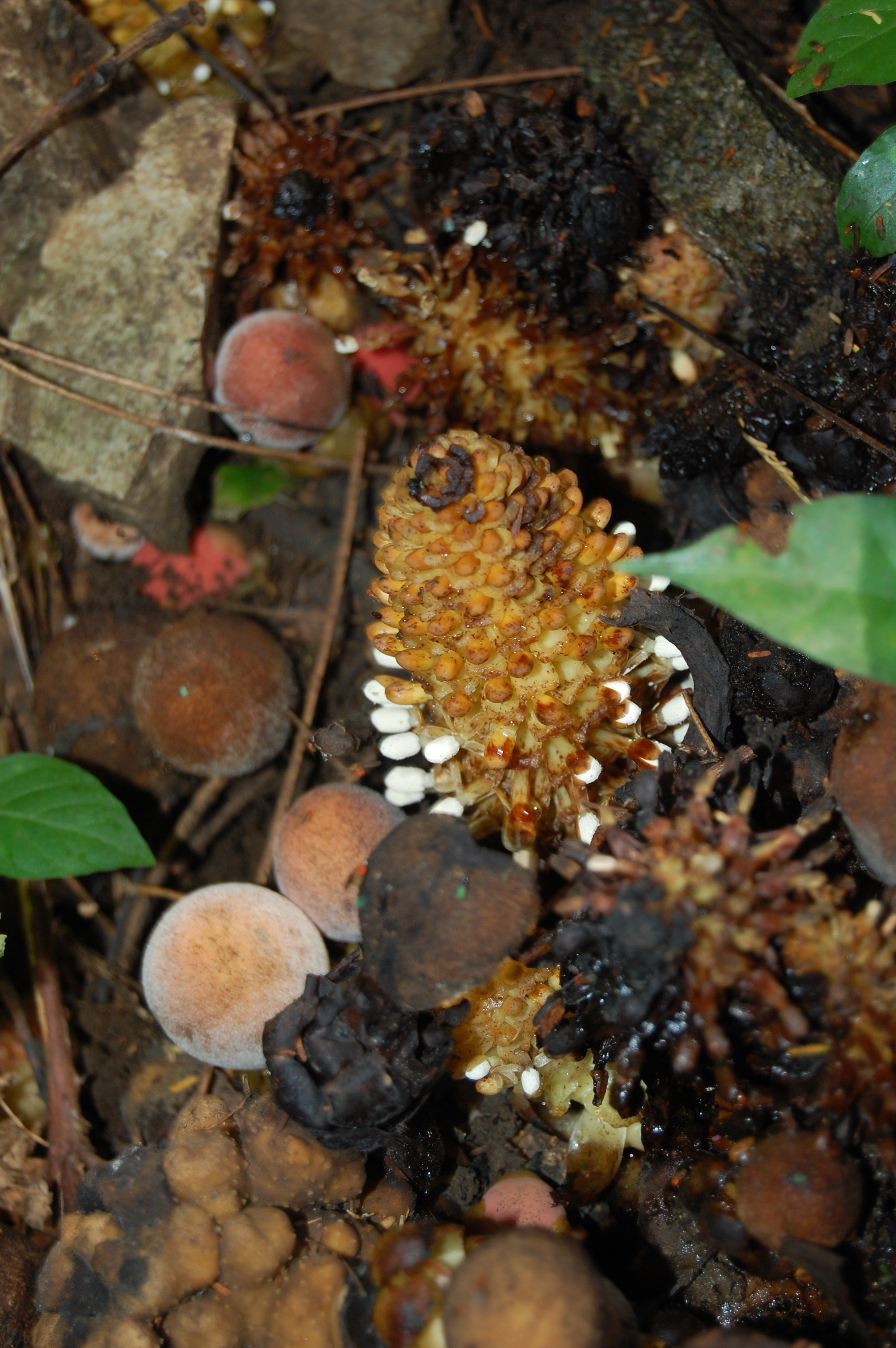
Balanophora indica
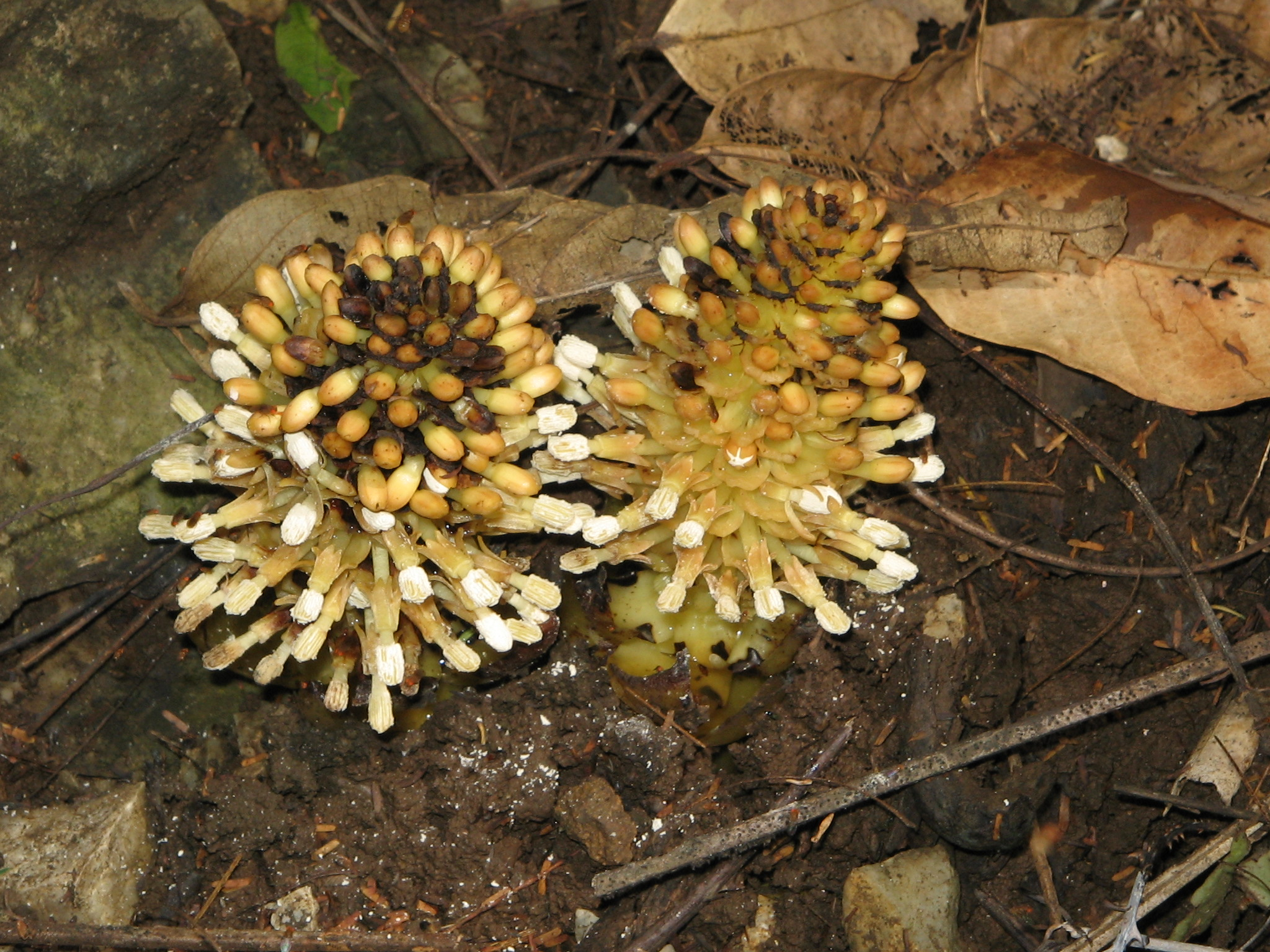
Tiges masculines
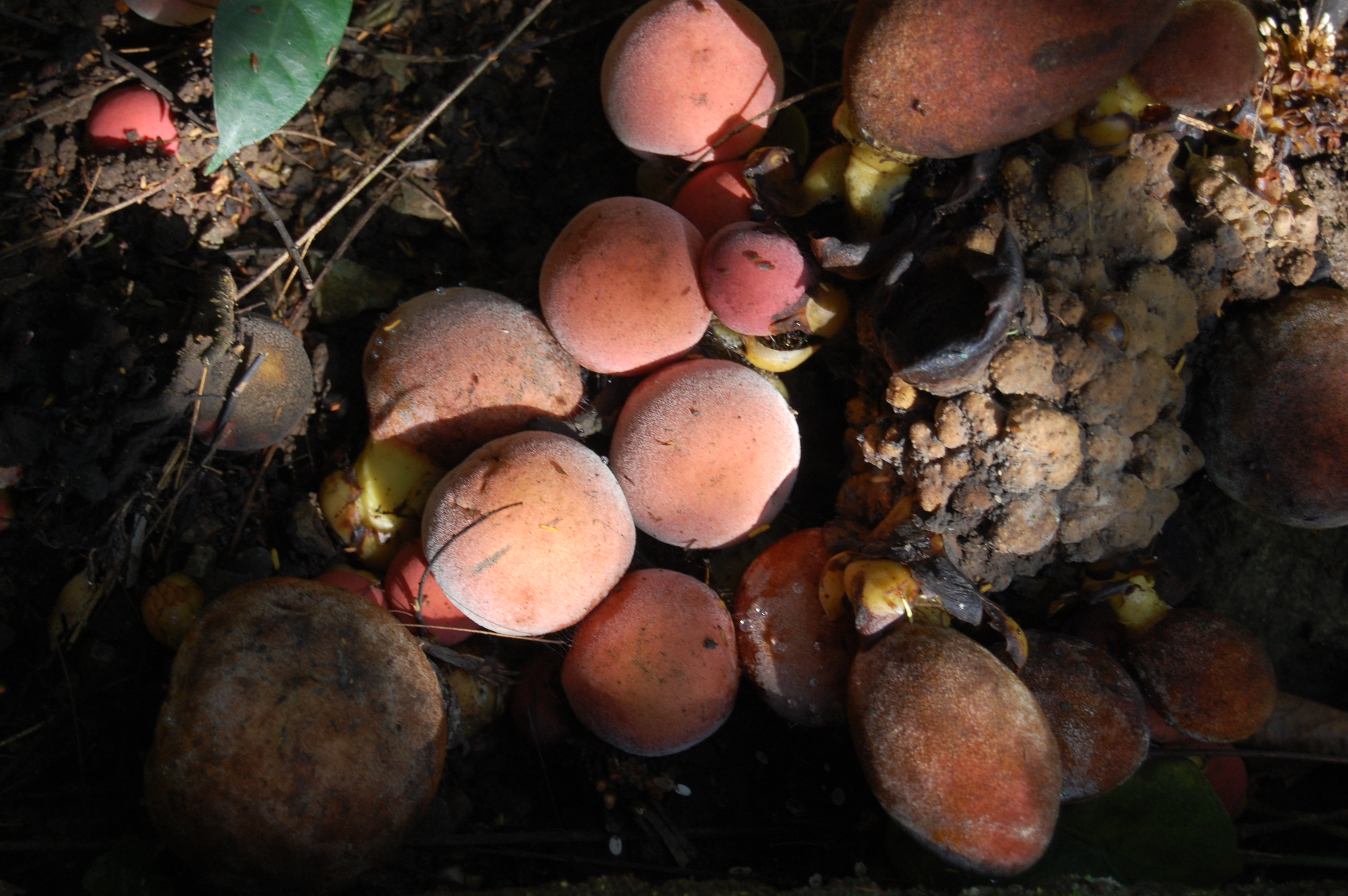
Tiges femenines